# Ginnastica artistica ai V Giochi del Mediterraneo
Le competizioni di ginnastica artistica ai V Giochi del Mediterraneo si sono svolti dal 14 al 19 settembre 1967 a Tunisi, in Tunisia.

## Podi

### Uomini
| Evento                           | Oro | Punti     | Argento           | Punti     | Bronzo              | Punti     |
| Ginnastica artistica             | |           |                   |           |                     |           |
| Concorso a squadre (dettagli)    | Italia Giovanni Carminucci Luigi Cimnaghi Bruno Franceschetti Sergio Luconi Franco Menichelli Vincenzo Siligo Pietro Pinna | 278,15 p. | Jugoslavia        | 276,80 p. | Spagna              | 269,25 p. |
| Concorso individuale (dettagli)  | Miroslav Cerar | 57,45 p.  | Franco Menichelli | 57,25 p.  | Luigi Cimnaghi      | 56,95 p.  |
| Corpo libero (dettagli)          | Franco Menichelli | 19,35 p.  | Miroslav Cerar    | 19,15 p.  | Cecillio Ugarte     | 18,95 p.  |
| Cavallo con maniglie (dettagli)  | Miroslav Cerar | 19,60 p.  | Luigi Cimnaghi    | 19,40 p.  | Franco Menichelli   | 19,15 p.  |
| Anelli (dettagli)                | Franco Menichelli | 19,40 p.  | Miroslav Cerar    | 19,25 p.  | Vincenzo Siligo     | 19,00 p.  |
| Volteggio (dettagli)             | Franco Menichelli | 19,175 p. | Milenko Kersnic   | 19,05 p.  | Miroslav Cerar      | 19,00 p.  |
| Parallele simmetriche (dettagli) | Miroslav Cerar | 19,40 p.  | Luigi Cimnaghi    | 19,25 p.  | Giovanni Carminucci | 18,95 p.  |
| Sbarra (dettagli)                | Franco Menichelli | 19,45 p.  | Janez Brodnik     | 19,10 p.  | Luigi Cimnaghi      | 19,10 p.  |

## Medagliere
| Posizione | Paese      | Oro | Argento | Bronzo | Totale |
| --------- | ---------- | --- | ------- | ------ | ------ |
| 1         | Italia     | 5   | 3       | 5      |        |
| 2         | Jugoslavia | 3   | 5       | 1      |        |
| 3         | Spagna     | 0   | 0       | 2      |        |
| Totale    | Totale     | 8   | 8       | 8      | 24     |